# Le Livre des médiums
Le livre des médiums constitue l’un des cinq livres fondamentaux du spiritisme. Il est le résultat du travail de synthèse d’Allan Kardec, qui le mit en forme et le publia pour la première fois à Paris, en janvier 1861. Il contient une introduction aux phénomènes spirites et un exposé exhaustif sur les méthodes de communication avec l’au-delà recensées au XIXe siècle. Depuis sa sortie, Le livre des médiums est continuellement réédité par divers éditeurs dans de multiples langues. 

## L’historique du livre

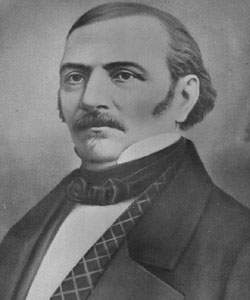
Allan Kardec

En 1857, Allan Kardec avait codifié les grands principes d’une nouvelle doctrine morale et philosophique, le spiritisme. Les bases de cette doctrine se trouvaient contenues dans Le livre des Esprits, paru cette année-là, et dont le retentissement dépassa rapidement les frontières française. Le livre des Esprits contenait des réponses innovantes à propos des grandes questions existentielles, telles que Dieu ou la destinée humaine. Selon Kardec, ces réponses provenaient des habitants de l’au-delà, les Esprits. Dans son second livre, Le livre des médiums, il se propose d'expliquer aux lecteurs comment établir eux aussi un contact avec des esprits.

## Le contenu du livre
Première partie : notions préliminaires
- 1) Y a-t-il des esprits ?
- 2) Le merveilleux et le surnaturel
- 3) Méthode
- 4) Systèmes

Seconde partie : des manifestations spirites
- 1) Action des esprits sur la matière
- 2) Manifestations physiques, tables tournantes
- 3) Manifestations intelligentes
- 4) Théorie des manifestations physiques
- 5) Manifestations physiques spontanées
- 6) Manifestations visuelles
- 7) Bi-corpropriété et transfiguration
- 8) Laboratoire du monde invisible
- 9) Des lieux hantés
- 10) Nature des communications
- 11) Sématologie et typologie
- 12) Pneumatographie ou écriture directe
- 13) Psychographie
- 14) Des médiums
- 15) Médiums écrivains ou psychographes
- 16) Médiums spéciaux
- 17) Formation des médiums
- 18) Inconvénients et dangers de la médiumnité
- 19) Rôle du médium dans les communications spirites
- 20) Influence morale du médium
- 21) Influence du milieu
- 22) De la médiumnité chez les animaux
- 23) De l’obsession
- 24) Identité des Esprits
- 25) Des évocations
- 26) Questions que l’on peut adresser aux Esprits
- 27) Des contradictions et des mystifications
- 28) Charlatanisme et jonglerie
- 29) Réunions et sociétés spirites
- 30) Dissertations spirites
- 31) Vocabulaire spirite